# Литъл Мисури
Литъл Мисури е река, приток на Мисури дълга 560 мили (901 км), която тече в северните части на Големите равнини в САЩ. Извира в североизточната част на Уайоминг, в западната част на окръгКрук, на около 15 мили (24 км) западно от Дяволската кула, Тече на североизток до ъгъла на югоизточна Монтана и Южна Дакота. В Южна Дакота тече на север през Бед Лендс. В Северна Дакота прекосява Литъл Мисури национални пасища и двете части на Национален парк Теодор Рузвелт. В северната част от парка тя се обръща на изток и тече към Мисури в окръг Дън и езерото Сакакауеа, където образува малък резервоар 30 мили (48 км) дълъг, който се нарича Литъл Мисури Бей, след което се влива в Мисури на около 25 мили (40 км) североизточно от Килдийр.
Реката носи големи количества седименти, идващи от Бед Лендс. Седиментните пластове, които започват от горното течение в Уайоминг и по целия път до устието на реката в Северна Дакота са различни по възраст, но повечето от тях се отнасят до Бюлиън Крийк и Сентинел Бют образувания, депозирани през Палеоцена (около преди 66 до 56 милиона години). Депозитите включват аеролит, аргилит, пясъчник и лигнитни въглища.